# جيمس رامسي

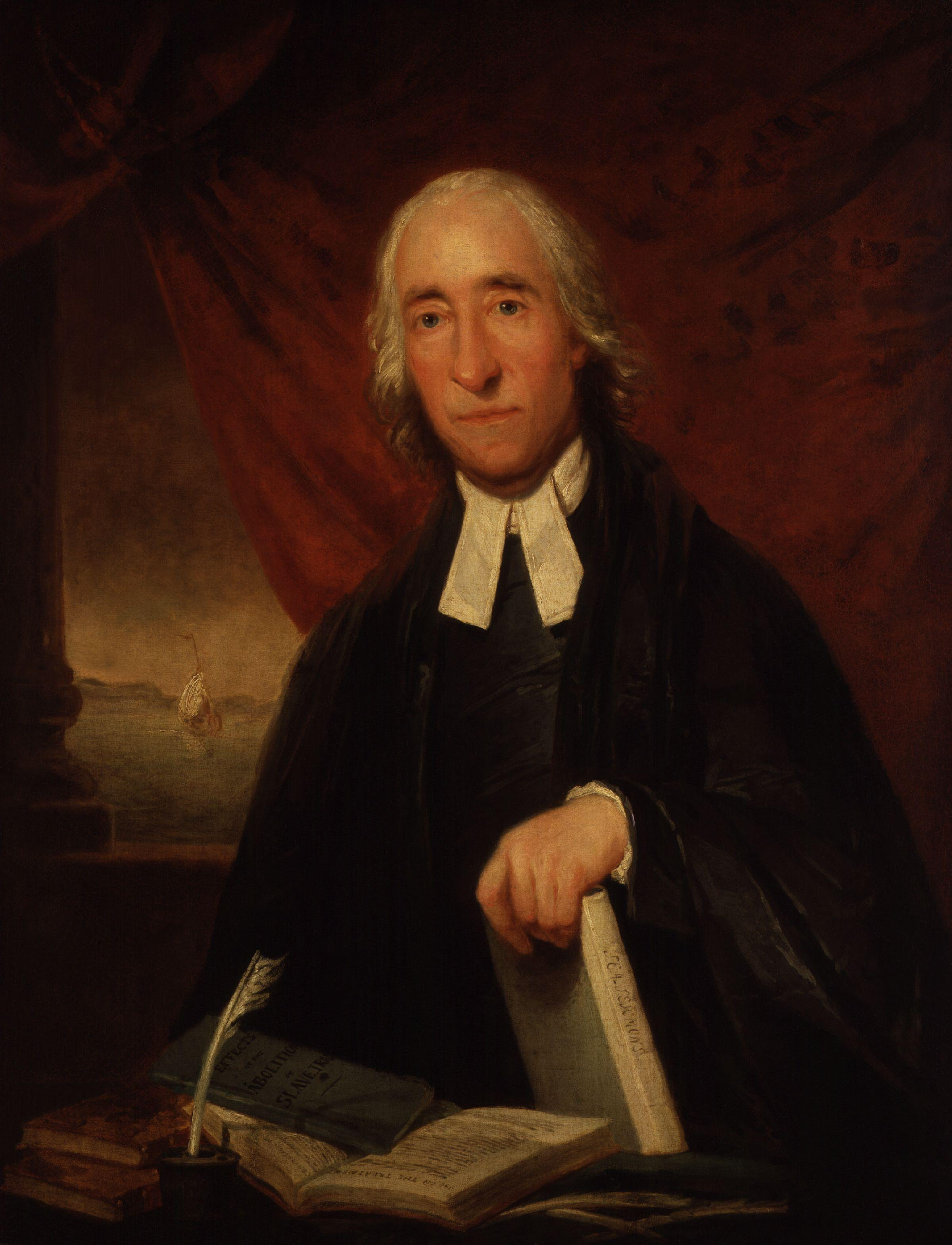
صورة لجيمس رامسي رسمها كارل فريدريك فون بريدا، 1789

كان القس جيمس رامسي (25 يوليو 1733 - 1789) جراح السفينة، قس أنجليكاني، وقائد حركة إبطال الإعدام.

## الحياة في وقت مبكر والخدمة البحرية
ولد رامسي في فريزربورغ، أبردينشاير، اسكتلندا، ابن ويليام رامسي، نجار السفينة، ومارغريت أوجيلفي من انجوس. تدرب على الجراحة المحلية، وتلقى تعليمه في كلية كينغز، أبردين من 1750 إلى 1755، وحصل على درجة الماجستير في 1753 وواصل تدريبه الجراحي في لندن تحت أيدي الدكتور جورج ماكولاي.
بعد دخول البحرية الملكية البريطانية في 1757، خدم رامزي كجراح على متن أروندل في جزر الهند الغربية، تحت قيادة السير تشارلز ميدلتون. في نوفمبر 1759، اعترضت أروندل سفينة الرقيق البريطانية، وعلى متن السفينة، وجد رامسي أكثر من مائة عبد يعيشون في ظروف غير إنسانية. كان هذا مشهد من القذارة والتدهور. هذا الحادث كان له تأثير دائم على رامسي. أثناء خدمته في البحر سقط وكسر عظم الفخذ، وكان غير مؤهل للخدمة في المستقبل، بقي أعرج لبقية حياته.

## العمل في جزر الهند الغربية
في يوليو 1761 ترك رامسي البحرية لاتخاذ أوامر مقدسة. ورسخ في الكنيسة الانجليكانية في نوفمبر 1761 من قبل أسقف لندن. اختار العمل بين العبيد في منطقة البحر الكاريبي، سافر إلى جزيرة سانت كريستوفر (الآن سانت كيتس)، حيث تم تعيينه في سانت جون في كابيستر عام 1762، وكنيسة المسيح نيكولا تاون، في العام التالي.
تزوج جيمس رامسي من ريبيكا أكيرس، ابنة إدموند أكيرس، صاحب مزرعة في سانت كيتس عام 1763. كان لديهم ابن واحد وثلاث بنات. توفي ابنهما شابا من الجدري الصغير، بعد أن أصيب بالمرض من والده الذي كان يتطوع على متن سفينة كانت تحمل هذا المرض على متنها، وقد حملت العدوى في ملابسه. تزوجت واحدة مارغريت ابنته بروبرت سميث وهو رائد في القوات البحرية الملكية. تزوجت كاترين ريبيكا سميث ابنة مارغريت (1796 - 10 أكتوبر 1856)، السير توماس أوزبورن، البارونيت التاسع 6 أبريل 1816 في كنيسة سانت مارغريت، روتشستر، كينت. تزوجت ابنة جيمس وريبيكا، جين، ابن عمها أريتاس آكرس. وكان أحد أحفادهم أريتاس أكرس دوغلاس، أول فيسكونت تشيلستون.
رسم رامسي من خلال الترحيب بكل من الرعية الأبيض والأسود في كنيسته، بهدف تحويل العبيد إلى المسيحية. فضلا عن ترميم أعضاء كنيسته، مارس الطب والجراحة، ووفر خدمة مجانية لفقراء المجتمع. بعد أن تم تعيينه جراح لعدة مزارع في الجزيرة، كان قادرا على رؤية ظروف العبيد ووحشية العديد من المزارعين.
وانتقد بشدة المعاملة القاسية والعقاب الذي تعرض له العبيد، وأصبح أكثر اقتناعا بضرورة تحسين أوضاعهم. وأدى ذلك إلى تورطه في الحكم المحلي، لكنه كان هدفا لكثير من العدائيين والهجوم الشخصي من المزارعين الذين استاءوا من تدخله، بسبب تدابيره الرامية إلى تحسين ظروف العبيد. رسائله إلى أسقف لندن توضح مواقف المستعمرين الأمريكيين في أواخر القرن الثامن عشر.
غادر رامزي سانت كيتس في عام 1777، واستنفد بسبب الصراع المستمر مع المزارعين ورجال الأعمال المؤثرين. عاد إلى بريطانيا وعاش لفترة وجيزة مع السير تشارلز ميدلتون في تيستون، كينت حيث انضمت السيدة ميدلتون إلى قضية الحملة ضد تجارة الرقيق.
وعاد لفترة وجيزة إلى البحرية في أبريل 1778، وقبوله كقسيس في جزر الهند الغربية مع الأدميرال بارينجتون، حيث كان يشارك في جمع المعلومات الاستخباراتية ضد الفرنسيين. وعاد إلى بريطانيا في عام 1780 بناء على اقتراح من ميدلتون، من قبل المراقب المالي للبحرية، بهدف مساعدة إصلاحه الجذري لمجلس البحرية وأمينه الشخصي. تم تثبيته كنائب لتيستون وفيكار ورئيس جامعة نيتلستيد، كينت، وهذه المراكز القيمة تكون في هدية ميدلتون.

## نشاط إلغاء عقوبة الإعدام
خلال السنوات الثلاث التالية عمل رامسي على أهم مقالاته عن علاج وتحويل العبيد الأفارقة في مستعمرات السكر البريطانية، التي نشرت في 1784. وكان هذا المقال الذي أثر بيلبي بورتيوس، أسقف تشيستر وأسقف لندن في وقت لاحق، وفي حملته الرامية إلى تحسين ظروف العبيد التي تحتفظ بها جمعية نشر الإنجيل في أجزاء أجنبية، فضلا عن الإعلان علنا عن النقاش حول تجارة الرقيق. وقد ساهم في عدة منشورات أخرى في الحملة، بما في ذلك التحقيق في آثار وقف تجارة الرقيق الأفريقية، نُشر عام 1784.
أصبح رامزي جزءا من مجموعة من السياسيين المؤثرين، ورجال الأعمال الخيرية ورجل دين في تيستون، وأقنعته السيدة ميدلتون، زوجة تشارلز ميدلتون وآخرون لنشر روايته عن أهوال تجارة الرقيق. التقيا في محكمة بارهام. وكانت هذه هي المرة الأولى التي يقرأ فيها الجمهور البريطاني أعمالا مناهضة للرق من قبل كاتب أنجليكي سائد شهد معاناة العبيد في المزارع الغربية - الهندية.
ومرة أخرى واجه تحديا شديدا من قبل أصحاب المزارع في إنجلترا الذين تعرضوا للتهديد من قبل أعماله المناهضة للرق، والذين حاولوا دحض ادعاءاته في كثير من الحالات مع هجمات فيتريوليك على سمعة رامسي وطابعها، مما أدى إلى حرب كتيبات بين الطرفين.
التقى مع ويليام بيت الأصغر، رئيس الوزراء، في عدة مناسبات ومع ويليام ويلبرفورس في عام 1783 ولعب دورا هاما في إنشاء حملة ضد تجارة الرقيق. وكان اجتماعه مع توماس كلاركسون في 1786 الذي شجع هذا الأخير في جهوده الدؤوبة للحصول على أدلة مباشرة على التجارة، وأدى بشكل غير مباشر إلى تشكيل لجنة لإلغاء تجارة الرقيق الأفريقية في العام التالي.

## ميراث
وكان رامسي، الذي كان له تأثير كبير في الحركة المتنامية لمكافحة الرق، لم يعش لرؤية ثمار الحملة. توفي في يوليو 1789 ودفن في تيستون. وقد قال جيمس واط: «أقر أعدائه بخصائصه المثالية، في حين أعربوا عن استيائهم من اللغة المعتدلة لكتبه، وإلغاء تجارة الرقيق البريطانية في عام 1807 ربما يعود الفضل في ذلك إلى سلامة جيمس رامسي الشخصية، والحجج الأخلاقية، والمقترحات البناءة أكثر من أي نفوذ اخر».

## أعماله
- مقال عن معاملة وتحويل العبيد الأفارقة في مستعمرات السكر البريطانية (1784)
- التحقيق في آثار وقف التجارة الرقيق الأفريقية: ومنح الحرية للعبيد في مستعمرات السكر البريطانية (1784)

## روابط خارجية
- James Ramsay from Brycchan Carey's listing of British abolitionists